# Illice intacta
Illice intacta är en fjärilsart som beskrevs av Rothschild 1913. Illice intacta ingår i släktet Illice och familjen björnspinnare. Inga underarter finns listade i Catalogue of Life.